# U.S. Route 87
Pour les articles homonymes, voir Route 87.
La U.S. Highway 87 (US 87) est une US Route sud–nord parcourant 1 998 miles (3 215 km) depuis le sud du Texas jusqu'au nord du Montana. Il s'agit de la plus longue US Route ne se terminant pas par un "1" et la troisième plus longue US Route sud–nord, après la US 41 et la US 1. La plus grande partie de la route partage son itinéraire avec une autoroute inter-états; l'I-27 au Texas, l'I-25 entre Raton, Nouveau-Mexique et Buffalo, Wyoming (soit tout le tracé au Colorado) et l'I-90 entre Buffalo, Wyoming et Billings, Montana. Le terminus sud de la route se trouve à Port Lavaca, Texas, à l'intersection avec la SH 238 et le terminus nord est à Havre, Montana, à l'intersection avec la US 2.

## Description du tracé
|       | mi    | km    |
| ----- | ----- | ----- |
| TX    | 801   | 1 289 |
| NM    | 99    | 159   |
| CO    | 299   | 481   |
| WY    | 357   | 575   |
| MT    | 444   | 715   |
| Total | 1 998 | 3 215 |

### Texas
La US 87 débute sur la côte du Golfe du Mexique à Port Lavaca, au sud-est d'Austin. Elle se dirige alors vers le nord-ouest et traverse Victoria, Cuero, Stockdale et La Vernia avant d'atteindre San Antonio. Elle rejoint l'I-10 / US 90 et forme un multiplex avec les routes. Elle demeure en multiplex avec l'I-10 jusqu'à Comfort, au nord-ouest de San Antonio. Elle se rend à Fredericksburg, au nord, puis, à Mason, Brady, San Angelo, Big Spring et Lamesa, au nord-ouest. À Lamesa, elle prend la direction du nord jusqu'à Lubbock, en passant par Tahoka. À Lubbock, l'I-27 débute et les routes partagent le même tracé. Elles se dirigent vers le nord jusqu'à Amarillo, en passant par Plainview. Un peu au sud de Tulia, les routes se séparent et la US 87 traverse la ville. Les routes se réunissent, se séparent à Happy et se réunissent à nouveau à Canyon, jusqu'à Amarillo, où l'I-27 prend fin. La US 87 rencontre l'I-40 / US 287 au centre d'Amarillo et les deux US Routes progressent ensemble vers le nord jusqu'à Dumas. Là, les routes se séparent et la US 87 bifurque vers l'ouest. Elle reprend un alignement vers le nord-ouest à Hartley et passe par Dalhart et Texline avant d'atteindre la frontière avec le Nouveau-Mexique.

### Nouveau-Mexique
La US 87 continue vers le nord-ouest. Elle passe par Clayton, où elle est rejointe par la US 64, et Des Moines avant d'atteindre l'I-25 / US 85 près de Raton. La US 87 se détache de la US 64 et rejoint l'autoroute pour entamer un long multiplex jusqu'au Wyoming. Les routes atteignent la frontière avec le Colorado au col de Raton.

### Colorado
La US 87 demeure en multiplex avec l'I-25 sur l'entièreté de son tracé dans l'état. La route passe par Trinidad, Colorado City, Pueblo, Colorado Springs, Denver et Fort Collins. Au nord de Wellington, elle atteint la frontière avec le Wyoming. Il est plutôt rare qu'une US Route forme un multiplex avec une autoroute inter-état sur toute sa longueur dans un même état.

### Wyoming
La US 87 demeure en multiplex avec l'I-25 au Wyoming vers le nord. Elle passe par Cheyenne, Chugwater, Wheatland, Douglas, Casper et Buffalo. À Buffalo, l'I-25 prend fin à la jonction avec l'I-90. La US 87 rejoint cette autoroute, vers l'ouest. À Kearny, elle quitte l'I-90 pour suivre son propre tracé vers Sheridan. Au nord de la ville, elle rejoint l'I-90. Les routes passent près de Ranchester avant d'atteindre la frontière avec le Montana.

### Montana
La US 87 demeure en multiplex avec l'I-90 ouest jusqu'à Billings, en passant par Crow Agency et Lockwood. À Billings, la US 87 se sépare de l'I-90 et se dirige vers le nord. Elle passe par Roundup et Grass Range, où elle bifurque vers l'ouest jusqu'à Great Falls, en passant par Lewistown, Moore et Armington. À Great Falls, elle prend un alignement vers le nord-est et passe par Fort Benton et Box Elder avant d'atteindre la US 2 à Havre. Il s'agit de son terminus nord.

## Intersections majeures
Texas
 SH 238 à Port Lavaca
 Future I-69 / US 59 à Victoria
 US 77 à Victoria
 US 183 à Cuero. Les routes forment un multiplex jusqu'au sud-ouest de Cuero.
 I-410 à San Antonio
 I-10 / US 90 à San Antonio. L'I-10 / US 87 forment un multiplex jusqu'à Comfort. La US 87 / US 90 forment un multiplex dans la ville.
 I-37 / US 281 à San Antonio
 I-35 / US 90 à San Antonio. L'I-35 / US 87 forment un multiplex dans la ville.
 I-410 aux limites entre Balcones Heights et San Antonio
 US 290 à Fredericksburg. Les routes forment un multiplex dans la ville.
 US 377 au nord-ouest de Mason. Les routes forment un multiplex jusqu'à Brady.
 US 190 à Brady. Les routes forment un multiplex jusqu'à Brady.
 US 283 au nord-ouest de Brady
 US 83 à Eden
 US 277 à San Angelo. Les routes forment un multiplex dans la ville.
 US 67 à San Angelo
 I-20 à Big Spring
 US 180 au sud de Los Ybanez. Les routes forment un multiplex jusqu'à Lamesa.
 US 380 à Tahoka
 I-27 à Lubbock. Les routes forment un multiplex jusqu'au sud de Kress.
 US 84 à Lubbock
 US 62 à Lubbock
 US 82 à Lubbock
 US 70 à Plainview
 I-27 au nord de Tulia. Les routes forment un multiplex jusqu'au sud de Happy.
 US 60 à Canyon. Les routes forment un multiplex jusqu'à Amarillo.
 I-27 au nord de Canyon. Les routes forment un multiplex jusqu'à Amarillo.
 I-40 / US 287 à Amarillo. La US 87 / US 287 forment un multiplex dans la ville.
 US 60 à Amarillo
 US 287 à Amarillo. Les routes forment un multiplex jusqu'à Dumas.
 US 385 à Hartley. Les routes forment un multiplex jusqu'à Dalhart.
 US 54 à Dalhart
Nouveau-Mexique
 US 56 / US 64 / US 412 à Clayton. La US 64 / US 87 forment un multiplex jusqu'à Raton.
 I-25 / US 85 à Raton. L'I-25 / US 87 forment un multiplex jusqu'au sud-est de Glenrock, Wyoming. La US 85 / US 87 forment un multiplex jusqu'à Fountain, Colorado.
Colorado
 US 160 à Trinidad. Les routes forment un multiplex jusqu'à Walsenburg.
 US 50 à Pueblo. Les routes forment un multiplex dans la ville.
 US 85 à Fountain.
 US 24 à Colorado Springs. Les routes forment un multiplex dans la ville.
 US 85 à Colorado Springs. Les routes forment un multiplex jusqu'à Castle Rock.
 I-225 à Denver
 US 285 à Denver
 US 85 à Denver. Les routes forment un multiplex dans la ville.
 US 6 à Denver. Les routes forment un multiplex dans la ville.
 US 40 / US 287 à Denver
 I-70 à Denver
 I-76 au sud-est de Twin Lakes
 I-270 / US 36 aux limites entre Twin Lakes, Sherrelwood et Welby
 US 34 à Loveland
Wyoming
 I-80 au sud de Cheyenne
 US 30 au sud-ouest de Cheyenne
 US 85 à Cheyenne. Les routes forment un multiplex jusqu'à Ranchettes.
 US 26 à l'ouest de Dwyer Junction. Les routes forment un multiplex jusqu'aux limites entre Casper et Hartrandt.
 US 18 / US 20 à Orin. La US 20 / US 87 forment un multiplex jusqu'aux limites entre Casper et Hartrandt.
 I-25 à Casper. Les routes forment un multiplex jusqu'au nord-est de Buffalo.
 US 16 à Buffalo
 I-90 au nord de Buffalo. Les routes forment un multiplex jusqu'à Lockwood, Montana.
 US 14 à Sheridan. Les routes forment un multiplex jusqu'au nord-est de Ranchester.
Montana
 US 212 à Crow Agency. Les routes forment un multiplex jusqu'à Lockwood.
 I-94 à Lockwood
 US 12 au nord de Klein. Les routes forment un multiplex jusqu'à Roundup.
 US 191 à Lewistown. Les routes forment un multiplex jusqu'à l'ouest de Moore.
 US 89 au sud d'Armington. Les routes forment un multiplex jusqu'à Great Falls.
 US 2 à l'ouest de Havre

## Routes auxiliaires
- US 287, route sud-nord reliant Port Arthur, Texas et Choteau, Montana, en passant par l'Oklahoma, le Colorado et le Wyoming.